# هفت (ترانه تیلور سوئیفت)
«هفت» (انگلیسی: Seven) ترانه‌ای از خواننده-ترانه‌سرای آمریکایی تیلور سوئیفت، برای هشتمین آلبوم استودیویی‌اش فولکلور، که در ۲۴ ژوئن ۲۰۲۰ توسط ریپابلیک رکوردز منتشر شد. سوئیفت «هفت» را همراه با تهیه‌کننده ترانه آرون دسنر نوشته‌است. از نظر شعر غنایی، این ترانه دربارهٔ سوئیفت در دوران هفت‌سالگی‌اش است که قادر به درک و تشخیص خشونت خانگی از دوست صمیمی دوران کودکی‌اش نیست. زمان این ترانه بین گذشته و حال متغیر است، به‌ترتیب دیدگاه سوئیفت سی ساله که به یادآوری پاکی دوستیشان می‌پردازد و سوئیفت در زمان هفت سالگی‌اش که ناخودآگاه به سوءاستفاده جنسی از دوستش اشاره می‌کند.